# Archway metróállomás
Az Archway a londoni metró egyik állomása a 2-es és 3-as zóna határán, a Northern line érinti.

## Története
Az állomást 1907. június 22-én adták át Highgate néven a Charing Cross, Euston & Hampstead Railway részeként. 1939-ben az Archway (Highgate), 1941-ben a Highgate (Archway), 1947-ben pedig az Archway nevet kapta. A Northern line 1939. július 3-a óta használja.

## Forgalom
| Járat | Útvonal | Gyakoriság     |
| ----- | --- | -------------- |
|       | High Barnet – Totteridge & Whetstone – Woodside Park – West Finchley – Finchley Central – East Finchley – Highgate – Archway – Tufnell Park – Kentish Town – Camden Town (– tovább Kennington vagy Morden felé) | 2-5 percenként |

## Átszállási kapcsolatok
| Állomás | Átszállási kapcsolatok         |
| ------- | ------------------------------ |
| Archway | Helyi buszok (Archway Station) |

## Fordítás
- Ez a szócikk részben vagy egészben  az   Archway tube station című angol Wikipédia-szócikk fordításán alapul.  Az eredeti cikk szerkesztőit annak laptörténete sorolja fel. Ez a jelzés csupán a megfogalmazás eredetét és a szerzői jogokat jelzi, nem szolgál a cikkben szereplő információk forrásmegjelöléseként.